# Einstand (Feier)
Mit Einstand bezeichnet man eine kleine Feier, die in der Regel von einem neuen Mitarbeiter eines Unternehmens veranstaltet wird. Es wird von „einen Einstand geben“ gesprochen.

## Ablauf
Der neue Mitarbeiter nutzt diese Feier sich den neuen Kollegen vorzustellen, indem er ein kleines Buffet für die Kollegen organisiert oder zum Umtrunk einlädt. Die Feier dient unter anderem dem lockeren Kennenlernen. Oftmals nutzen neue Mitarbeiter/Kollegen hierdurch die Möglichkeit, Hemmnisse, Ängste und vermeintliche Vorurteile abzubauen. Vor der Einstandsfeier sollte man sich grob mit den Verhaltensweisen in dem Betrieb vertraut gemacht haben, um Fettnäpfchen zu vermeiden. Daher sollte die Feier nicht sofort am ersten Arbeitstag erfolgen. Sie sollte aber auch nicht länger als fünf Wochen auf sich warten lassen.
Scheidet ein Mitarbeiter dagegen im Einvernehmen mit seinem Arbeitgeber aus dem Unternehmen aus, organisiert er entsprechend den Ausstand. Hierbei werden in einer kleinen Feier nostalgische Rückblicke gepflegt und gute Wünsche zur Zukunft ausgesprochen.